# 里急后重
里急后重（英語：rectal tenesmus）是一个医学术语，形容便秘时的一种症状。患者感觉急需大便而无法顺利排出；可用16个字概括：「腹痛窘迫，时时欲便。肛门重坠，便出不爽」。
中文病名出自中國古代醫學著作《難經·五十七难「疾病」》。便前腹痛，急欲大便，叫「里急」。大便时急迫欲便，而有便不尽之感，叫「后重」。

## 病因
- 大腸激躁症
- 腸憩室病（英语：Diverticulosis）
- 炎症性肠病
- 腸胃炎
- 乳糜泻
- 骨盆底功能障礙（英语：Pelvic Floor Dysfunction）
- 脱痔
- 放射性直腸炎
- 直腸淋病
- 直腸花柳性淋巴肉芽腫
- 志賀桿菌病
- 潰瘍性大腸炎
- 大腸癌
- 直腸下消化道寄生蟲感染，特別是毛首鞭形線蟲別名「鞭蟲」（whipworm）
- 志賀氏菌屬感染
- 阿米巴病
- 腎結石阻塞輸尿管下段[3]
- 緩瀉劑服食過量，如番瀉苷或氧化镁等

## 外部連結
- 寄生蟲學-Nematoda（線蟲）-Trichuris trichiura（鞭蟲） （页面存档备份，存于）
- -181075954 於 GPnotebook
- MedlinePlus – Tenesmus （页面存档备份，存于） （英文）